# Кукша
Ку́кша (лат. Perisoreus infaustus) — птица семейства врановых (Corvidae) отряда воробьинообразных.

## Название
Название кукша происходит от издаваемого птицей крика, похожего на глухой звук «куук», за который, по всей видимости, и получила своё название; ср., например, кукушка — от «ку-ку», филин в немецком (Uhu) от издаваемого звука «угу».
Существует версия, что название кукши заимствовано русскими языком из финских языков (ср. карельское — kuukše, финское — kuukkeli, саамское фин. — kuouhsak, саамское норв. — guvsag) в противоположность славянским языкам (польское - sójka złowroga, чешское - sojka zlověstná, словацкое - sojka zlovestná), но заимствование могло произойти и в противоположную сторону — из русского языка в прибалтийско-финские языки.
В русских диалектах есть другое название этой птицы — ронжа. Близкие к нему слова находят в балтских языках (ср. литовское rąšis — 'пестрая кедровка, ореховка'; латышское — ruozis — 'пестрая кедровка, ореховка, дятел'). Скорее всего это слово относится к субстратной лексике и связано с ассимиляцией какой-то части древних балтов прибалто-финскими или славянскими племенами в древности. Название «ронжа» в научной сфере не утвердилось из-за его многозначности: ронжей в русских диалектах называют не только кукшу, но и сойку, кедровку, желну, свиристеля, канюка и других лесных птиц. Борис Пастернак в романе «Доктор Живаго» ронжей именует сизоворонку:

Вася, подостлав кожух, лежал на опушке рощи. Когда рассвет стал заметнее, с горы слетела вниз большая, тяжелокрылая птица, плавным кругом облетела рощу и села на вершину пихты возле места, где лежал Вася. Он поднял голову, посмотрел на синее горло и серо-голубую грудь сизоворонки и зачарованно прошептал вслух: «Роньжа», — её уральское имя.— Борис Пастернак. Доктор Живаго: Роман. - М.: ОЛМА ПРЕСС, 2005. — С. 203. ISBN 5-224-05224-6
Отличить кукшу от сойки с большого расстояния сложно, поэтому, в некоторых языках, например в удмуртском и в коми-зырянском эти птицы имеют одно название. Есть примеры других языков, в которых кукшу считают видом сойки (хотя с научной точки зрения это неверно). Так в английском языке кукша — siberian jay («сибирская сойка»), в немецком — unglückshäher («сойка, приносящая несчастье»), в венгерском - ѐszaki szajkó  ("северная сойка"), в марийском — кожгупшӱльӧ («еловая сойка»), а также вышеназванные примеры из славянских языков.
В литературе встречается старое латинское название — Cractes infaustus. Изначально Карл Линней дал кукше латинское название Lanius infaustus, то есть неправильно причислил её к сорокопутовым.

## Внешний вид
Внешне похожа на сойку, только немного меньшего размера: длина тела достигает 26—30 см, размах крыльев — 40—46 см, масса — 70—100 г. Окраска серовато-бурая, верх головы и крылья тёмные, хвост рыжий, посередине хвоста продольная тёмная полоса, подхвостье рыжеватое. Отличить от сойки можно по цвету хвоста и отсутствию белых пятен.

Крик — громкое «кжээ-кжээ» и низкий свист «куук-куук». Песня состоит из свистов и глухих звуков. Ведёт себя в лесу очень тихо.

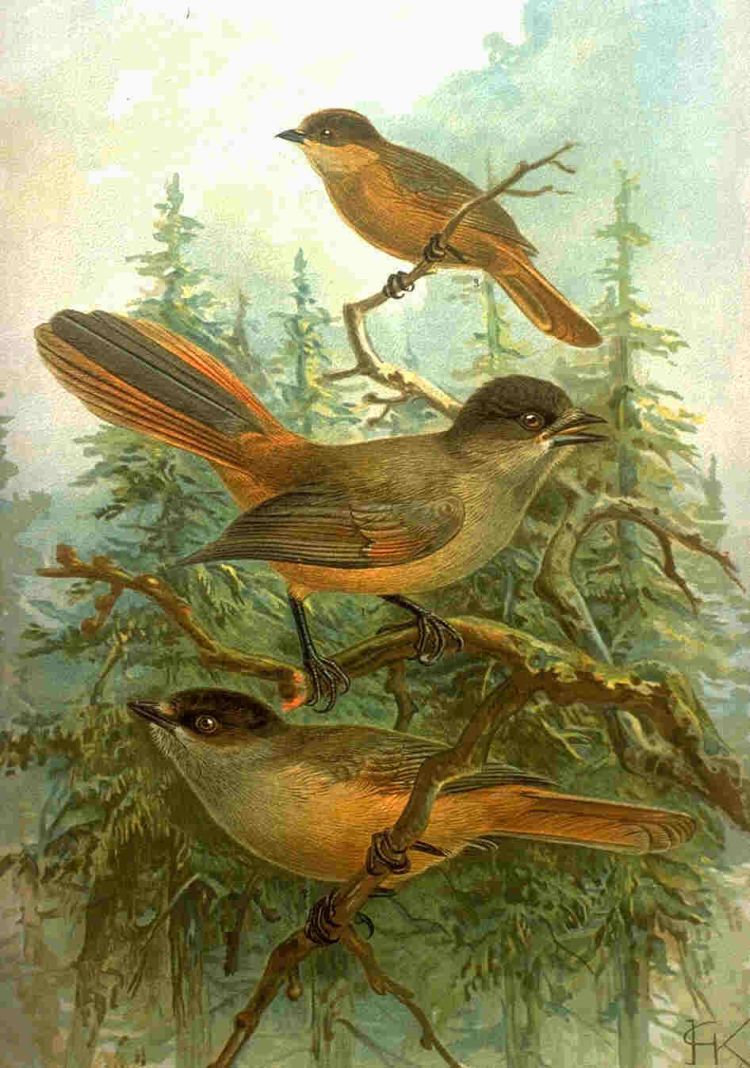
Иллюстрация 1905 года
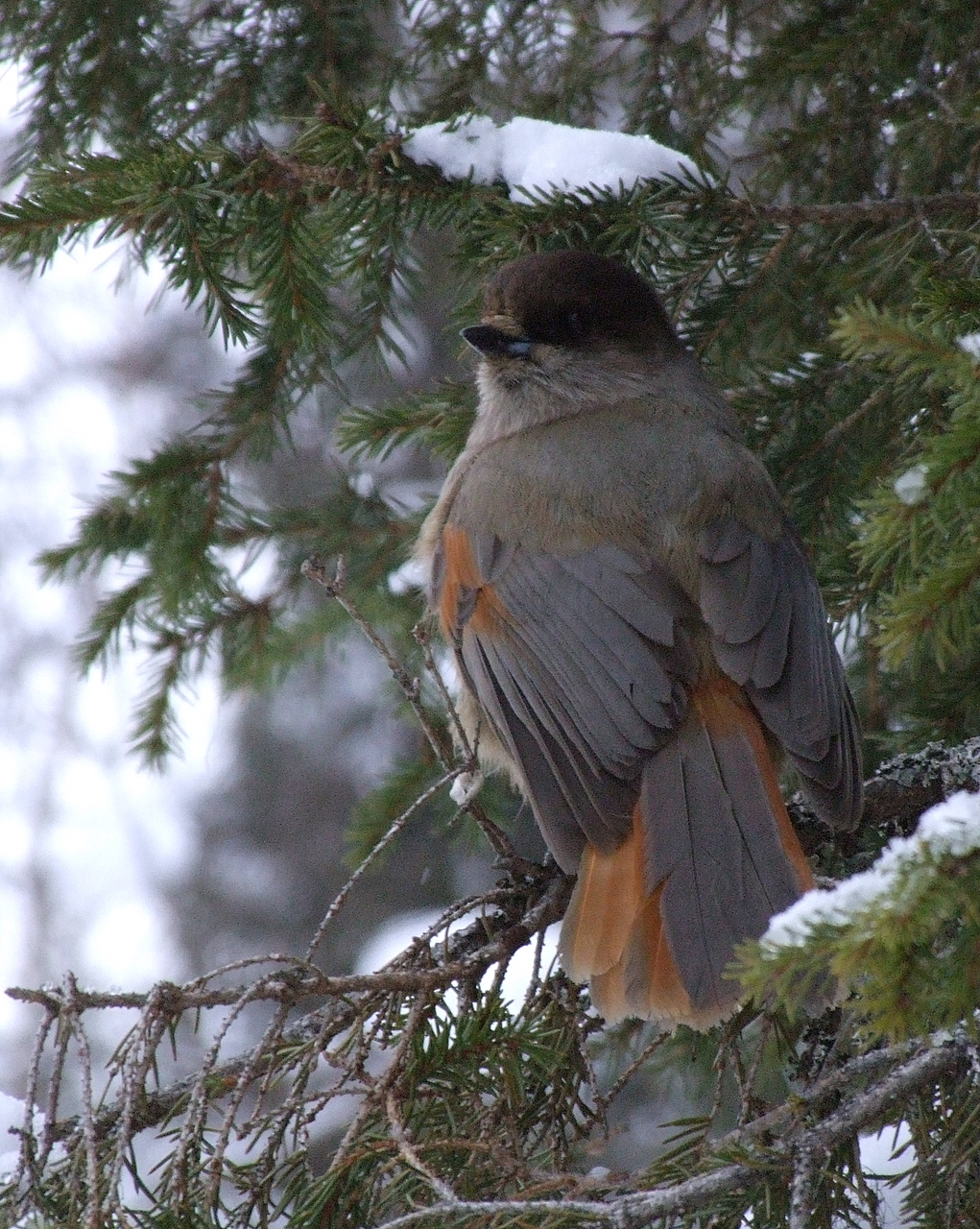
Кукша зимой в Финляндии

## Распространение
Обитает в таёжных лесах Евразии от Скандинавии до верховьев Анадыря, Сахалина и Приморья, преимущественно в елово-пихтовой и кедрово-лиственничной тайге. Оседлая птица, в северной части ареала зимой откочёвывает на юг.

## Образ жизни
В послегнездовой период птица шумлива и хорошо заметна. Держится парами и стайками. В полёте раскрывает хвост веером. Всеядна. Основу питания составляют семена хвойных деревьев, орехи, ягоды, насекомые, мелкие грызуны, мелкие птицы, яйца и падаль. На зиму птицы делают запасы в деревьях.

## Размножение

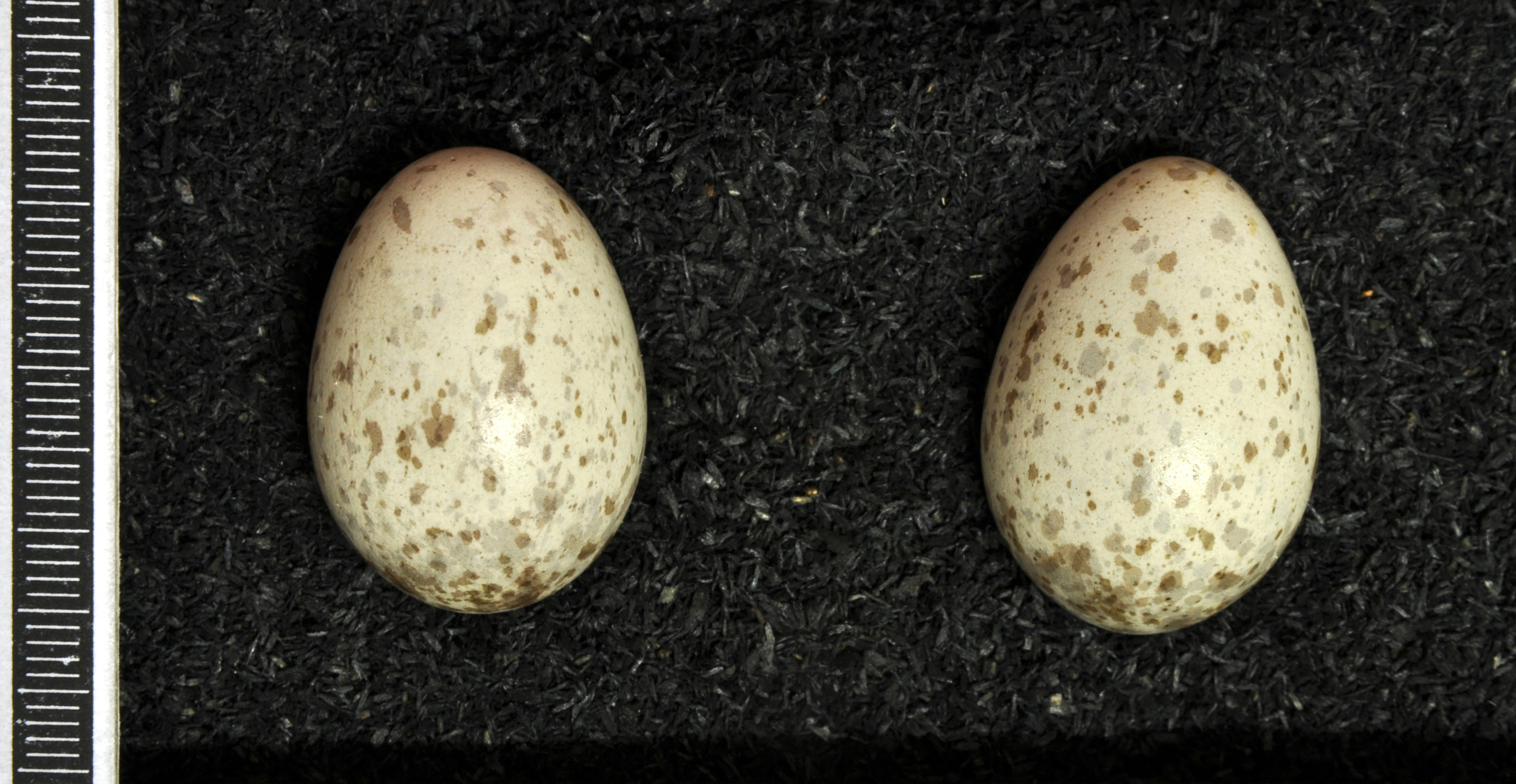
Яйца кукши в музее Висбадена

Гнездо устраивает на хвойных деревьях, на высоте от 2 до 6 м, откладывает яйца в апреле-мае. В кладке 3—5 зеленовато-серых с тёмными крапинками яиц. Насиживание длится 16—17 дней. Вылетают молодые птицы в июне — начале июля. В гнездовое время скрытна, иногда не слетает с гнезда даже после того, как дерево срубят.

## В культуре
В романе И. С. Тургенева «Отцы и дети» фамилия одного из персонажей — Авдотьи Кукшиной — отсылает к птице кукше. Автор намекает на пустоту, лишний шум и непоседливость своего персонажа .
В культуре северо-восточных народов России, центральной Якутии, кукша- священная тотемная птица. Принято считать, что кукша выводит заблудившихся к людям